# Spondyliosoma cantharus
La tanuta (Spondyliosoma cantharus Linnaeus, 1758), noto anche come cantaro, è un pesce di mare della famiglia Sparidae.

## Descrizione
L'aspetto di questo pesce varia tantissimo con l'età. I giovani esemplari fino a 6-7 cm sono simili come forma a giovani saraghi o salpe, con l'aumentare delle dimensioni la forma del corpo si fa tozza ed il profilo alto; i maschi adulti hanno una marcata gibbosità cefalica e la fronte concava.
La livrea è grigiastra con linee longitudinali giallastre ed azzurre nelle femmine e nei giovani; questi ultimi possono avere alcune fasce verticali scure. I maschi adulti sono blu vivo con fasce scure su dorso e testa ed una macchia scura sull'occhio (assomiglia alla maschera di Zorro). Un altro modello di colorazione (più diffuso nei pesci atlantici) del maschio è grigio molto scuro con un paio di bande bianche verticali sui fianchi.
Può misurare fino a 50 cm.

## Biologia
Specie confidente quando è giovane mentre gli adulti sono molto sospettosi e difficili da avvicinare.

### Riproduzione
È l'unica specie di sparidi mediterranei a non deporre uova pelagiche, un nido, infatti, viene costruito dal maschio in uno spiazzo sabbioso e le uova aderiscono tra loro ed al substrato. Si riproduce in primavera. È ermafrodita proterogino, i giovani sono tutte femmine, mentre i vecchi esemplari sono maschi.

### Alimentazione
Si ciba di invertebrati, soprattutto piccoli Crostacei e Policheti.

## Distribuzione e habitat
È uno degli sparidi a distribuzione più settentrionale, si trova infatti a nord fino alla Scandinavia mentre a sud raggiunge l'Angola. È presente in tutto il mar Mediterraneo ed è molto rara nel mar Nero. È diffusa sulle coste italiche ma tende a concentrarsi in poche aree adatte e ad essere rara tutto attorno.
In questa specie i giovani occupano ambienti assai diversi da quelli degli adulti dato che si trovano su fondi coperti da praterie di Posidonia oceanica anche in acque basse; gli esemplari maturi invece preferiscono i fondi duri da 10 a 100 metri di profondità. È particolarmente comune al cappello delle secche al largo o nei pressi di scogli e piccole isole che si elevino da fondali profondi.

## Pesca
Si pesca sia con la canna dalla barca che con le reti. Le carni sono buone, come quelle dei saraghi. In Liguria e Costa azzurra è invece considerata un pesce di scarsa qualità, come dimostrano il detto ligure a tanûa ne cheutta ne crûa e l'equivalente occitano la tanudo ni cuecho ni crudo.